# 克拉马斯国家森林
克拉马斯国家森林（英語：Klamath National Forest）是美国的一处国家森林，1905年建立，位处俄勒冈州、加利福尼亚州，占地面积1,737,774英畝（7,032.52平方），最近的城市为加利福尼亚州的怀里卡。